# Unione Sportiva Massese 2007-2008
Questa voce raccoglie le informazioni riguardanti l'Unione Sportiva Massese nelle competizioni ufficiali della stagione 2007-2008.

## Rosa
| N. |                      | Ruolo | Calciatore               |
| -- | -------------------- | ----- | ------------------------ |
|    | Italia (bandiera)    | A     | Giovanni Amodeo          |
|    | Italia (bandiera)    | A     | Mario Artistico          |
|    | Italia (bandiera)    | C     | Patrizio Billio          |
|    | Italia (bandiera)    | D     | Nicola Binchi            |
|    | Italia (bandiera)    | D     | Matteo Bonatti           |
|    | Italia (bandiera)    | A     | Liborio Bongiovanni      |
|    | Italia (bandiera)    | C     | Luisito Campisi          |
|    | Italia (bandiera)    | A     | Francesco Cangi          |
|    | Argentina (bandiera) | C     | Daniel Alejandro Carrara |
|    | Italia (bandiera)    | C     | Federico Cerone          |
|    | Italia (bandiera)    | A     | Matteo Cremona           |
|    | Mali (bandiera)      | D     | Mahamet Diagouraga       |
|    | Italia (bandiera)    | A     | Domenico Falco           |
|    | Italia (bandiera)    | C     | Niccolò Galli            |
|    | Italia (bandiera)    | C     | Ettore Guglieri          |
|    | Italia (bandiera)    | D     | Mattia Marini            |
|    | Italia (bandiera)    | C     | Alessio Mariotti         |
|    | Italia (bandiera)    | A     | Pierpaolo Masi           |

| N. |                    | Ruolo | Calciatore          |
| -- | ------------------ | ----- | ------------------- |
|    | Italia (bandiera)  | C     | Fabrizio Melara     |
|    | Italia (bandiera)  | C     | Gianluca Musacci    |
|    | Italia (bandiera)  | P     | Andrea Pansera      |
|    | Italia (bandiera)  | C     | Vincenzo Pellecchia |
|    | Italia (bandiera)  | A     | Andrea Peron        |
|    | Italia (bandiera)  | D     | Aldo Perricone      |
|    | Italia (bandiera)  | C     | Federico Piazza     |
|    | Italia (bandiera)  | D     | Matteo Piccinni     |
|    | Italia (bandiera)  | P     | David Pierini       |
|    | Brasile (bandiera) | A     | Renan Pippi         |
|    | Italia (bandiera)  | C     | Gennaro Pollaro     |
|    | Italia (bandiera)  | D     | Adriano Russo       |
|    | Italia (bandiera)  | P     | Carlo Sciarrone     |
|    | Italia (bandiera)  | C     | Mattia Turetta      |
|    | Italia (bandiera)  | D     | Mattia Venditozzi   |
|    | Italia (bandiera)  | C     | Alessandro Visone   |
|    | Italia (bandiera)  | C     | Mauro Zaccagnini    |
|    | Italia (bandiera)  | A     | Francesco Zerbini   |

## Risultati

### Campionato

#### Girone di andata
| 26 agosto 2007 1ª giornata | Gallipoli | 4 – 1 | Massese |  |

| 3 settembre 2007 2ª giornata | Massese | 1 – 1 | Martina |  |

| 9 settembre 2007 3ª giornata | Potenza | 2 – 0 | Massese |  |

| 16 settembre 2007 4ª giornata | Massese | 1 – 0 | Sangiovannese |  |

| 24 settembre 2007 5ª giornata | Ancona | 2 – 1 | Massese |  |

| 30 settembre 2007 6ª giornata | Massese | 2 – 2 | Juve Stabia |  |

| 8 ottobre 2007 7ª giornata | Perugia | 2 – 1 | Massese |  |

| 14 ottobre 2007 8ª giornata | Massese | 0 – 0 | Crotone |  |

| 21 ottobre 2007 9ª giornata | Massese | 1 – 0 | Pistoiese |  |

| 29 ottobre 2007 10ª giornata | Lucchese | 0 – 2 | Massese |  |

| 1 novembre 2007 11ª giornata | Pescara | 0 – 0 | Massese |  |

| 5 novembre 2007 12ª giornata | Massese | 2 – 1 | Lanciano |  |

| 12 novembre 2007 13ª giornata | Taranto | 0 – 3 | Massese |  |

| 18 novembre 2007 14ª giornata | Massese | 1 – 0 | Sorrento |  |

| 25 novembre 2007 15ª giornata | Sambenedettese | 0 – 0 | Massese |  |

| 3 dicembre 2007 16ª giornata | Massese | 1 – 1 | Arezzo |  |

| 9 dicembre 2007 17ª giornata | Salernitana | 2 – 0 | Massese |  |

#### Girone di ritorno
| 16 dicembre 2007 18ª giornata | Massese | 0 – 0 | Gallipoli |  |

| 23 dicembre 2007 19ª giornata | Martina | 2 – 3 | Massese |  |

| 14 gennaio 2008 20ª giornata | Massese | 2 – 2 | Potenza |  |

| 21 gennaio 2008 21ª giornata | Sangiovannese | 1 – 2 | Massese |  |

| 3 febbraio 2008 22ª giornata | Massese | 1 – 1 | Ancona |  |

| 10 febbraio 2008 23ª giornata | Juve Stabia | 1 – 0 | Massese |  |

| 17 febbraio 2008 24ª giornata | Massese | 1 – 2 | Perugia |  |

| 24 febbraio 2008 25ª giornata | Crotone | 2 – 1 | Massese |  |

| 10 marzo 2008 26ª giornata | Pistoiese | 1 – 1 | Massese |  |

| 16 marzo 2008 27ª giornata | Massese | 1 – 1 | Lucchese |  |

| 22 marzo 2008 28ª giornata | Massese | 0 – 1 | Pescara |  |

| 31 marzo 2008 29ª giornata | Virtus Lanciano | 3 – 1 | Massese |  |

| 6 aprile 2008 30ª giornata | Massese | 0 – 4 | Taranto |  |

| 13 aprile 2008 31ª giornata | Sorrento | 1 – 1 | Massese |  |

| 20 aprile 2008 32ª giornata | Massese | 2 – 1 | Sambenedettese |  |

| 27 aprile 2008 33ª giornata | Arezzo | 2 – 0 | Massese |  |

| 4 maggio 2008 34ª giornata | Massese | 1 – 1 | Salernitana |  |